# 蔦島 (大分県)
蔦島（つたしま、つたじま）は、大分県大分市（旧佐賀関町）の佐賀関半島の沖合に存在する無人島である。全島が日豊海岸国定公園に指定されている。

## 地勢

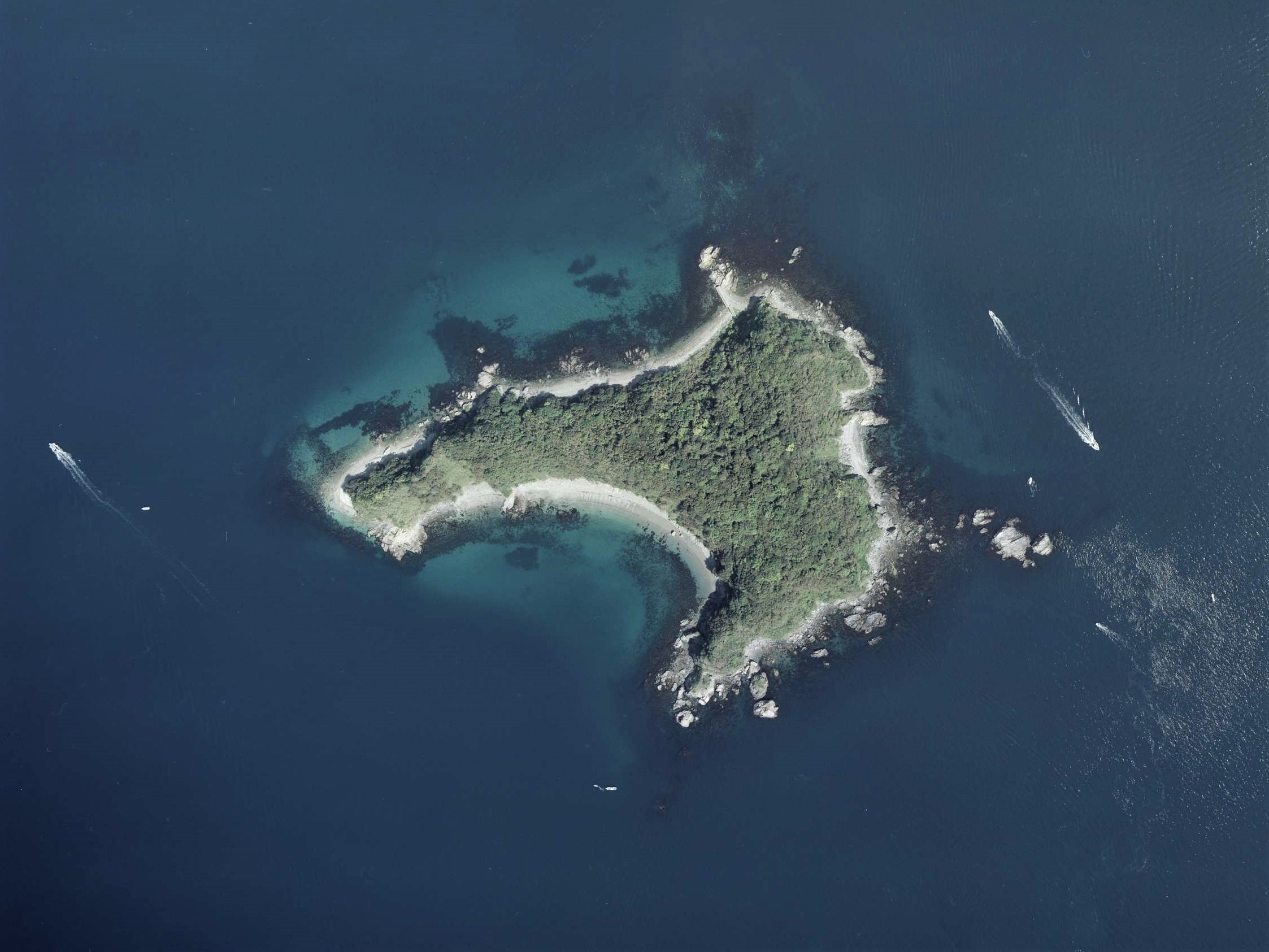
蔦島 (大分県)の空中写真。2007年撮影。
。

佐賀関半島の南東側、豊後水道に開口する臼杵湾の湾口近くに位置し、海を挟んで幸ノ浦漁港（佐賀関漁港東隣）や白ヶ浜海水浴場のほぼ正面に位置する。現在は無人島であり、港などはない。
最高点は64.4mで、三等三角点が設置されている。面積は0.04km2。東側には長く突き出た半島があり、南北に小さな砂浜があるほかは、結晶片岩からなる高さ20-40mの海食崖で、中央部には海岸段丘がある。

## 歴史
島中にツタが繁茂していたことからこの名が付いたと言われ、蔦洲、蘿洲とも書き、前の島とも呼ばれる。
『太宰管内志』や『豊後国志』にも記述があり、古川古松軒の『西遊雑記』では種々の小型の貝が打ち上げられて名産となっている旨が記されている。

## 交通
本土との間に定期航路はない。